# Шахабуддин Ахмед
Шахабуддин Ахмед (бенг. শাহাবুদ্দিন আহমেদ; 1 февраля 1930, Кендуа, Британская Индия — 19 марта 2022, Дакка) — политический и государственный деятель Бангладеш.

## Биография
Родился в округе Нетрокона (ныне — Бангладеш), окончил университет Дакки со степенью бакалавра экономики (1951) и международных отношений. В 1990 году занимал должность председателя Верховного суда Бангладеш и 6 декабря 1990 года, после отставки президента Х. М. Эршада стал исполняющим обязанности президента страны (днём ранее был назначен на должность вице-президента). Между ведущими политическими партиями Бангладеш была достигнута договорённость, что Шахабуддин Ахмед будет возглавлять временное правительство страны до проведения свободных выборов президента. В должности исполняющего обязанности президента Шахабуддин Ахмед распорядился арестовать бывшего президента Эршада, и последний находился в заключении с 1991 по 1996.
В сентябре 1991 года в Бангладеш прошёл конституционный референдум, по итогам которого было решено перейти от президентской к парламентской форме правления, поэтому следующий президент страны Абдур Рахман Бисвас был избран уже парламентом Бангладеш, а Ш. Ахмед ушёл с поста и. о. президента 10 октября 1991 года, вернувшись к обязанностям председателя Верховного суда, которые исполнял до ухода в отставку в 1995 году.
23 июля 1996 года Шахабуддин Ахмед был избран президентом Бангладеш (принял присягу 9 октября) и находился в этой должности до 2001 года. После завершения президентского срока полностью отошёл от участия в политической жизни.
В феврале 2022 года Ахмед был доставлен в отделение интенсивной терапии Объединённого военного госпиталя (CMH) из-за возрастного заболевания. Он умер 19 марта 2022 года в Объединённом военном госпитале в возрасте 92 лет. Парк имени судьи Шахабуддина Ахмеда в Гульшане был назван в его честь.

## Семья
Был женат на Ановаре Бегум, у них два сына и три дочери.